# New Zealand Antarctic Research Program

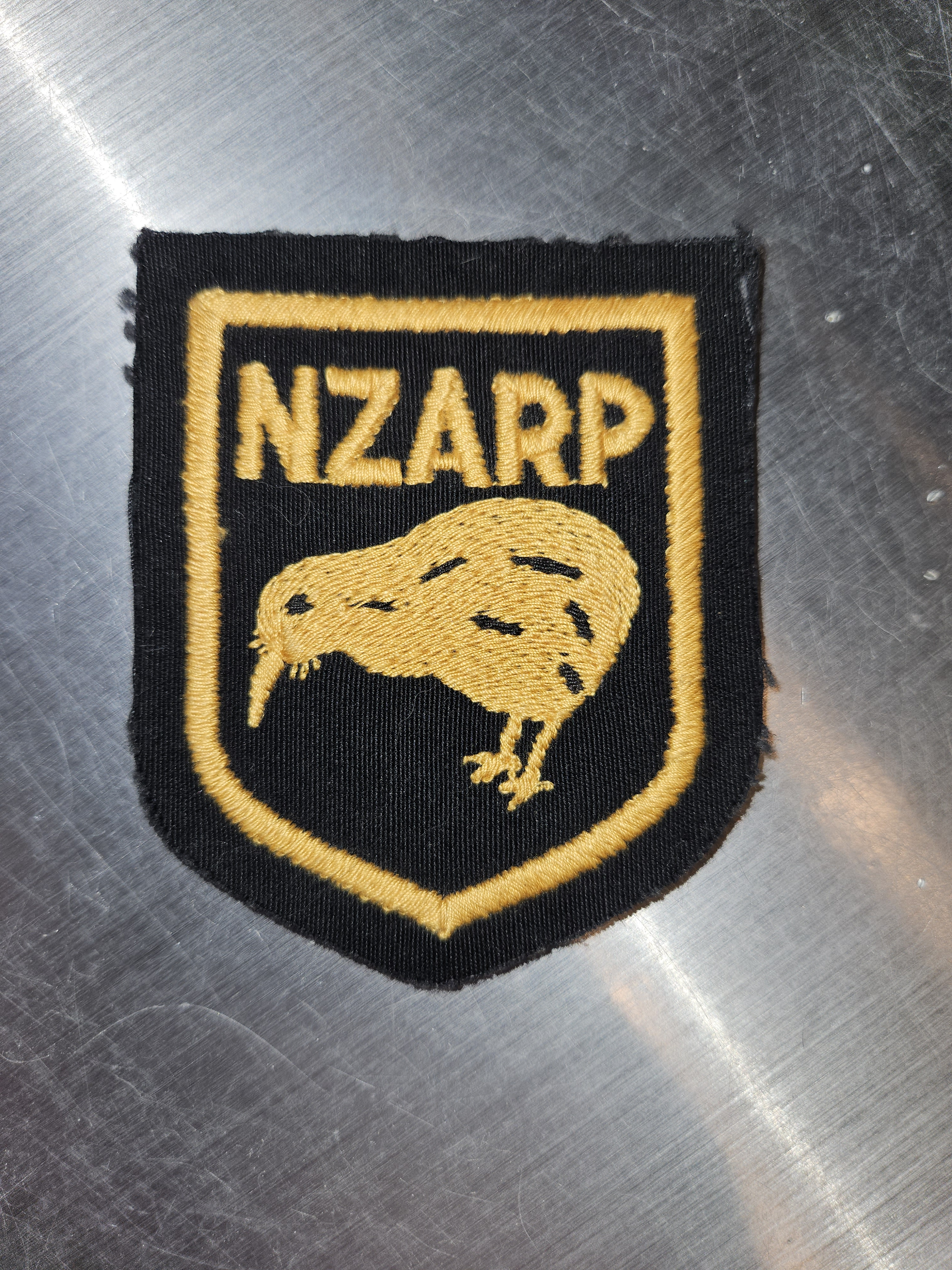
Le logo du programme en 1976.

Le programme de recherche antarctique néo-zélandais (New Zealand Antarctic Research Program, NZARP) est un programme de recherche qui a exploité un centre de recherche permanent en Antarctique de 1959 à 1996.
Il a été créé par la division de géophysique du Département recherche scientifique et industrielle de la Nouvelle-Zélande (DSIR), basé à l'origine à Wellington. Le programme a encouragé la recherche en géochimie, zoologie, géologie, botanique, météorologie et limnologie.

## Histoire
Le gouvernement néo-zélandais propose en 1953 de créer une base de recherche en Antarctique. Sa mission était de fournir un soutien à divers travaux scientifiques sur le terrain en Antarctique. Les membres ont travaillé comme chercheurs, assistants, guides touristiques, opérateurs et administrateurs de la base Scott.

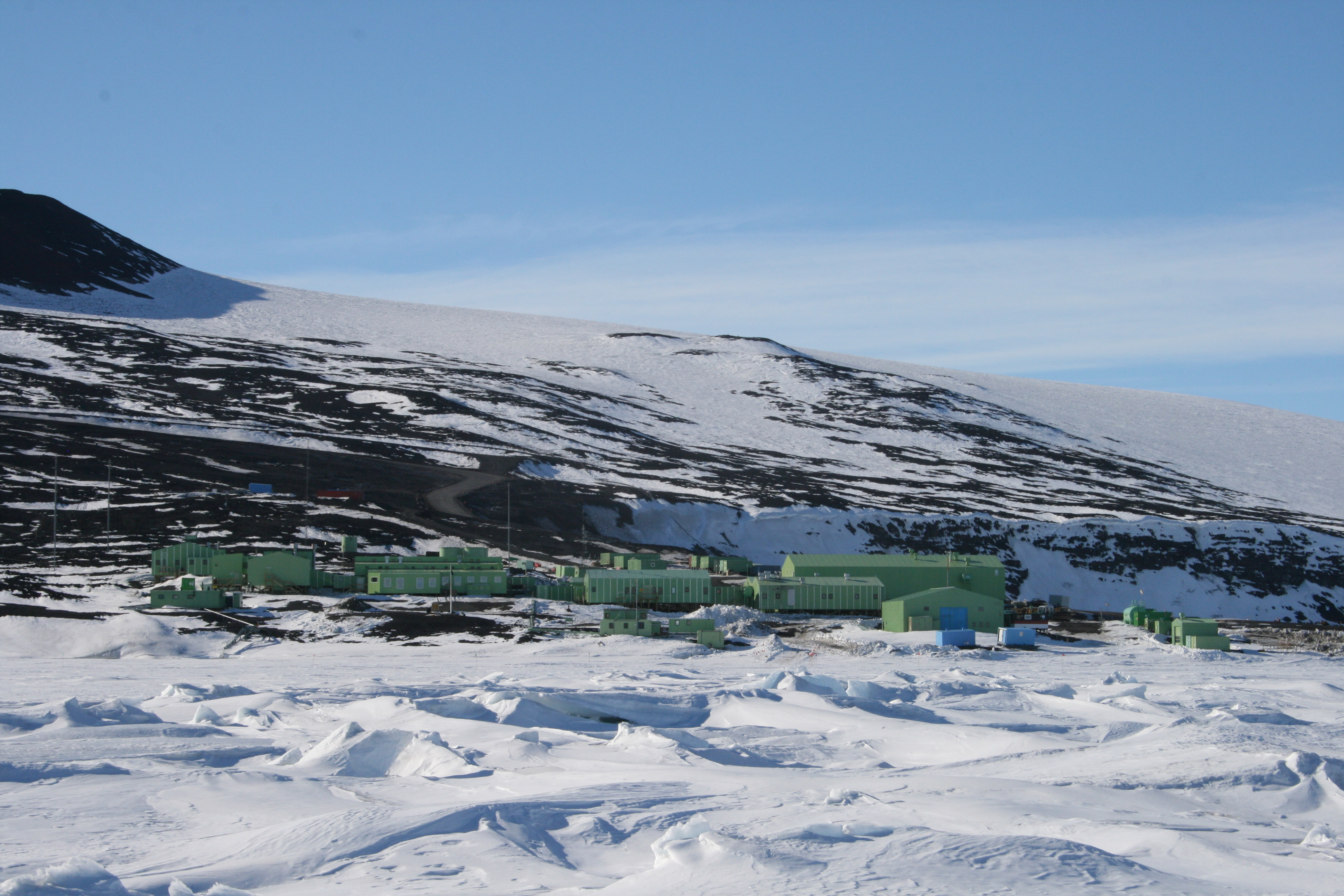
La base Scott en 2001.

Les travaux de construction de la base Scott débutent le 10 janvier 1957. Le montage de la base commence le 12 janvier, sous la conduite des huit hommes qui ont assemblé la base à Wellington, et est achevé le 20 janvier. En 1959, le NZARP a été créé pour travailler avec le comité de recherche sur la dépendance de Ross dans le cadre de la dépendance de Ross (la Nouvelle-Zélande revendique un secteur défini en Antarctique). En 1962, en raison des importantes recherches qui y sont menées, la base Scott devient une station de recherche permanente en Antarctique. Le NZARP est chargé de maintenir la base et engage du personnel pour garantir la sécurité sur le terrain et assister les scientifiques lors des projets de recherche.
Lorsque la DSIR a été dissoute pour former les instituts de recherche de la Couronne en 1992, l'Institut national de recherche sur l'eau et l'atmosphère a repris le NZARP.

## Réalisations et expéditions
En 1967, le Néo-Zélandais Peter Barrett découvre les premières traces de tétrapodes en Antarctique. Cette découverte vient appuyer la théorie de la dérive des continents. Deux ans plus tard, en 1969, six femmes du NZARP sont les premières femmes à atteindre le pôle Sud. Parmi les découvertes de NZARP, figurent le glacier Ball, le glacier Atkinson, le chaînon Findlay, les Thomas Heights et le mont Bradshaw.

## Héritage
En 1996, l'Institut antarctique néo-zélandais, également appelé Antarctica New Zealand, s'est penché sur les travaux du NZARP. Ils gèrent maintenant toutes les entreprises antarctiques de la Nouvelle-Zélande. Il ne reste que trois bâtiments de la base d'origine. Le New Zealand Antarctic Institute gère également d'autres installations de recherche dans la région du détroit de McMurdo, telles que le laboratoire Arrival Heights, qui effectue des recherches sur l'atmosphère.
Un bâtiment de 1 800 mètres carrés de deux étages a été construit en 2005, à la demande d'Antarctica New Zealand. Ce bâtiment, connu sous le nom de Hillary Field Center, offre un espace pour la réception et la distribution du fret, des stockages généraux et réfrigérés, des bureaux, un gymnase, des salles de briefing et de formation, ainsi que pour la maintenance des équipements de terrain. Grâce à ce nouveau bâtiment, les programmes scientifiques et environnementaux de la Nouvelle-Zélande ont pu être développés et améliorés au fil des ans.